# شرت‌کیک
شُرت‌کیک (به انگلیسی: Shortcake) یکی از انواع کیک است که شکل ظاهری آن بر اساس کشورهای گوناگون تفاوت دارد. در کشور ژاپن پایهٔ این کیک را کیک اسفنجی تشکیل داده که روی آن با خامه پوشانده شده و با توت فرنگی تزئین می‌شود که در این صورت شرت‌کیک نامیده می‌شود در صورتی که تزئین کیک با مواد دیگری به غیر از توت فرنگی باشد، نام آن ماده نیز به کیک افزوده می‌شود، برای مثال شرت‌کیک موزی یا شرت‌کیک هلویی، پای سیب از این نوع کیک ها است. 
این نوع کیک از دوره تایشو در ژاپن رواج پیدا کرده و در حال حاضر محبوب‌ترین نوع کیک در این کشور به شمار می‌آید.
در بیشتر این کیک ها علاوه بر موارد فوق میوه کار برد فراوانی دارند که در این کیک ها استفاده میشود.
خاستگاه اصلی این کیک کشور بریتانیا می‌باشد.

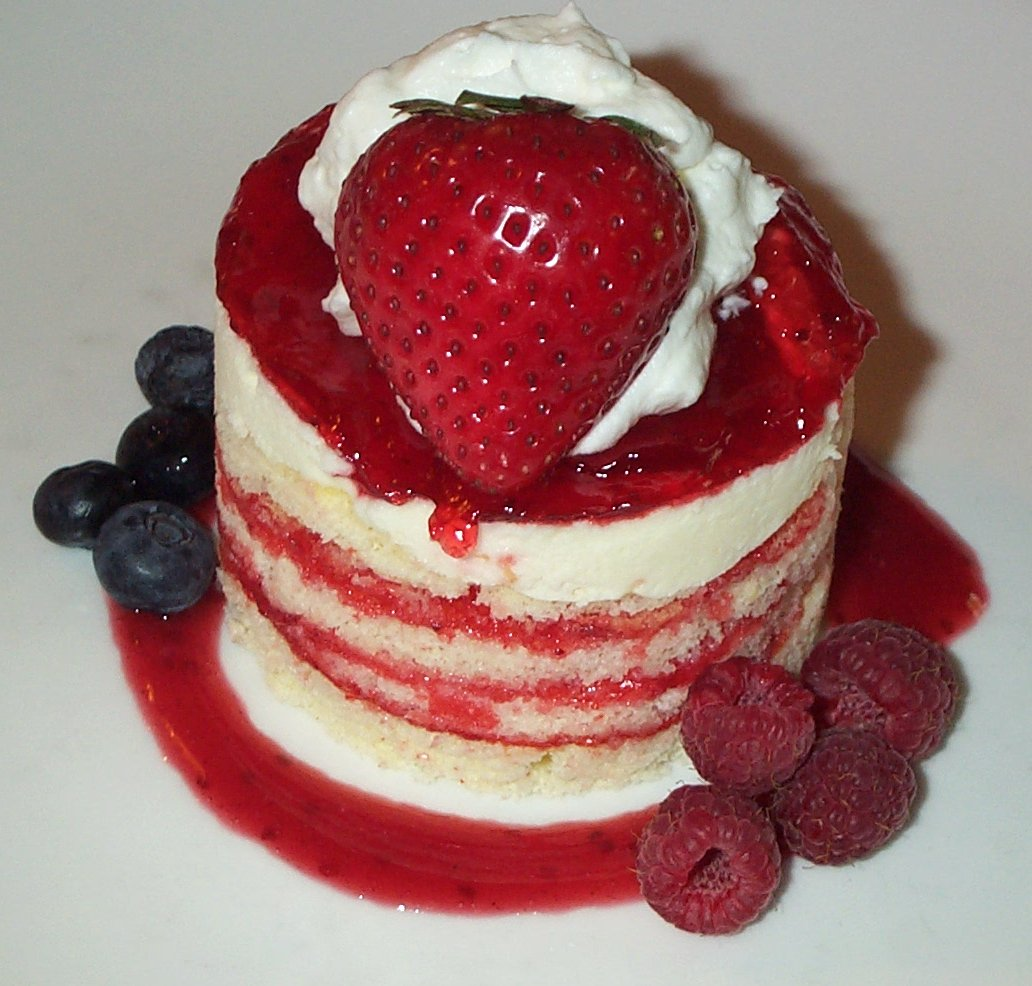
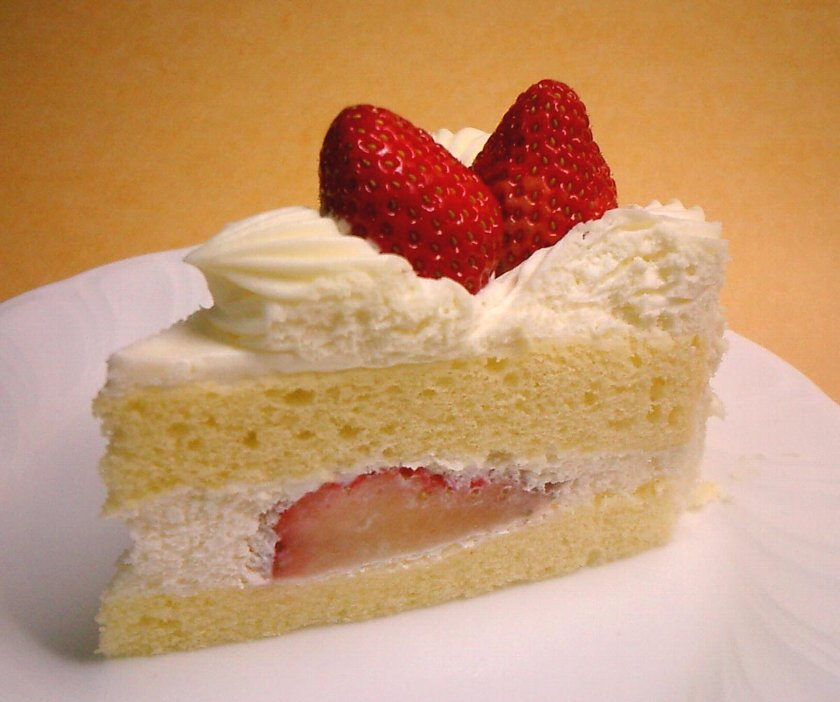
یک قطعهٔ بریده شده از شرت‌کیک توت فرنگی
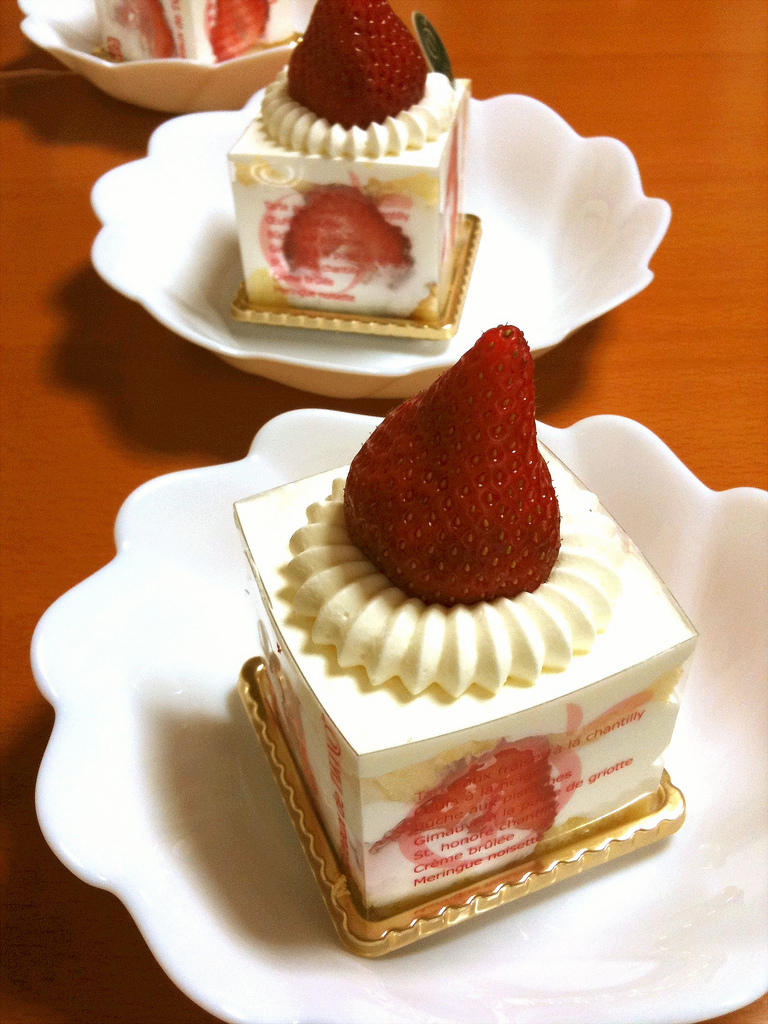
شرت‌کیک توت فرنگی شرکت تاکانو